# Green (Forbidden)
Green è il quarto album della band thrash metal statunitense Forbidden.

## Tracce
1. What Is the Last Time? – 2:34
2. Green – 3:17
3. Phat – 3:32
4. Turns to Rage – 5:48
5. Face Down Heroes – 3:44
6. Over the Middle – 3:19
7. Kanaworms – 3:23
8. Noncent$ – 3:54
9. Blank – 5:54
10. Focus – 5:29

## Formazione
- Russ Anderson - voce
- Craig Locicero - chitarra
- Tim Calvert - chitarra
- Matt Camacho - basso
- Steve Jacobs - batteria